# Sepp Reinhard
Sepp Reinhard (eigentlich Josef, bekannt als Katastrophen-Sepp; * 29. Dezember 1931 in Sachseln; † 7. August 2023 ebenda) war ein Schweizer Fotograf.

## Biographie
Sepp Reinhard war der Sohn des Fotografen Joseph Reinhard (1901–1975) und der Vater des Fotografen Daniel Reinhard (* 1960). Sein Vater hatte zunächst ein Coiffeurgeschäft in Flüeli-Ranft und entwickelte dort die Filme der Touristen. Er brachte sich das Fotografieren selbst bei und wurde so zum Landschafts-Fotografen und Postkarten-Verleger. 1932 eröffnete er ein Papeterie- und Fotogeschäft in Sachseln.
Sepp Reinhard setzte das Handwerk seines Vaters fort. Er fotografierte von 1946 bis 1979 Automobilsport-Rennen. Mit dem Grand Prix der Schweiz in Bern 1950 hatte er seinen Einstieg in die Formel-1-Fotografie. Neben der Autofotografie war er über Jahrzehnte als Pressefotograf im Kanton Obwalden aktiv. Da er bei vielen Unfällen als einer der ersten vor Ort war, bekam er den Übernamen Katastrophen-Sepp. Um jeweils frühzeitig informiert zu sein, hatte er als Belohnung für eine Meldung einen Fünfliber ausgeschrieben.
Sein Sohn Daniel Reinhard wurde Industrie- und Werbefotograf und machte sich insbesondere als Fotograf der Formel 1 einen Namen. 1979 übernahm er diese Aufgabe von seinem Vater und hat seitdem 470 Formel-1-Rennen fotografiert (Stand 2011).
Beim Unwetter vom 15. August 1997 war auch das Haus der Reinhards in Sachseln betroffen. Ein Drittel des Foto-Archivs wurde dabei zerstört. Zu seinem 80. Geburtstag ehrte der Kanton Obwalden Sepp Reinhard damit, dass an acht Orten im Kanton Arbeiten von ihm als grossformatige Plakate ausgestellt wurden. 2019 wurde das Fotohaus Reinhard mit dem Obwaldner Kulturpreis geehrt.
Sepp Reinhard wohnte in Sachseln. Seine Frau Rosa starb im April 2021, er selbst starb im Alter von 91 Jahren im August 2023 in Sachseln.

## Ausstellungen
- 2001: Museum Bruder Klaus: «Die Obwaldner Fotografen-Dynastie Reinhard»
- 2004: Bieler Fototage
- 2011: Fotoausstellung «125 Auto Motive» auf Schloss Fachsenfeld[6]
- Oktober 2012 – Mai 2013: Ausstellung zusammen mit Traute Multhaupt (Textile Bilder) im Haus Via-Cordis, Flüeli-Ranft

## Bücher
- Elisabeth Zurgilgen (Text), Joseph, Sepp und Daniel Reinhard (Fotos): Katastrophen-Sepp: die Obwaldner Fotografen-Dynastie Reinhard. Verlag Brunner, Kriens 2001, ISBN 3-905198-60-6.
- Daniel Reinhard (Text), Daniel Reinhard und Josef Reinhard (Fotos): Inside Formel 1 – Eine Motorsport-Zeitreise – 1950 bis heute. GeraMond Verlag, München 2022, ISBN 978-3-96453-086-8.

## Film
- Angelo A. Lüdin, Barbara Zürcher: Trophäen der Zeit. Die Fotografendynastie Reinhard aus Sachseln. Dokumentarfilm, 2006 (vimeo.com). Der Film wurde vom Schweizer Fernsehen in der Reihe Sternstunden ausgestrahlt.[7]